# Pedrocortesella anica
Pedrocortesella anica är en kvalsterart som beskrevs av Hunt 1996. Pedrocortesella anica ingår i släktet Pedrocortesella och familjen Licnodamaeidae. Inga underarter finns listade i Catalogue of Life.